# Christopher Marlowe
Christopher Marlowe (Canterbury, bautizado el 26 de febrero de 1564 - Deptford, 30 de mayo de 1593) fue un dramaturgo, poeta y traductor inglés del Período isabelino. Popularizó el verso blanco incorporándolo a su teatro. Es considerado como el gran predecesor de Shakespeare.

## Biografía

### Formación
Christopher Marlowe nació en Canterbury. Hijo de un zapatero, estudió en Corpus Christi College, Cambridge, y obtuvo su bachillerato en Artes en 1584. Continuó sus estudios en Cambridge, pero en 1587, las autoridades universitarias le negaron el título de licenciado debido a sus largas ausencias y al rumor según el cual Marlowe se habría convertido al catolicismo y habría viajado a Reims, Francia, con el fin de preparar su sacerdocio. Sin embargo, recibieron una orden del Consejo privado de la reina a su favor, elogiándolo por su fidelidad y servicios a la reina: 

...En su viaje a Reims él no hizo tal intento sino que por el contrario estuvo a las órdenes y al servicio de la reina... tal rumor deberá ser acallado por todos los medios posibles... No es del agrado de la reina que el que ha estado dedicado al servicio de su país se vea difamado por aquellos que desconocen los extremos que lo han tenido ocupado.

Tras este comunicado, a Marlowe se le otorgó la licenciatura.

### Londres
Acabados sus estudios, Marlowe se desplazó a Londres, donde residió los seis años que le restaban de vida. Allí se cree que se incorporó a la compañía de teatro del conde de Nottingham. Esta compañía estrenó la mayoría de sus obras. También perteneció a la entonces conocida "Escuela de la Noche", grupo de librepensadores liderado por Walter Raleigh y el conde de Northumberland e integrado por los matemáticos Thomas Harriot y Thomas Allen, Robert Hues, y el filósofo y alquimista Walter Warner, entre otros.
Se conoce un episodio de su vida que lo llevó a la cárcel. Amigo del poeta Thomas Watson, con el que compartió casa durante algún tiempo, se vio involucrado en un caso de homicidio, probablemente un duelo, a resultas del cual acabó muerto el hijo de un mesonero enemistado con Watson. Se consideró que la muerte se había producido en defensa propia y Marlowe, que lo presenció y probablemente participó en primera instancia, pasó quince días en la cárcel, mientras que Watson, autor de la muerte, pasaría cinco meses hasta recibir el perdón real.
Poco más se sabe de su estancia en Londres hasta días antes de su muerte. En aquel tiempo compartía casa con Thomas Kyd, autor, entre otras obras, del éxito Tragedia española, y cuando este fue detenido por sospecha de traición le encontraron unos escritos comprometedores en relación con la religión. Kyd, sometido a tortura, acusó a Marlowe de ser el autor de los mismos. Esto habría puesto bajo sospecha a Marlowe, pero más contundentes fueron las acusaciones del oscuro informante Richard Baines, quien, un día antes de la muerte de Marlowe, habría presentado informes al Consejo Privado de la reina en los que se le acusaba de ateísmo, haber cuestionado pasajes de la Biblia, amenazar con acuñar su propia moneda y de prácticas homosexuales. Por estas acusaciones, se presume que pronto sería detenido para su interrogatorio como presunto traidor.

### Muerte
El 30 de mayo de 1593, a primeras horas de la mañana, Marlowe se encuentra en una posada de Deptford (la posada de Eleonor Bull) en compañía de Ingram Frizer, Nicholas Skeres y Robert Poley, cuestionables personajes por su relación con el espionaje y las confabulaciones. Frizer era un hombre al servicio de Thomas Walsingham, primo de Sir Francis Walsingham, secretario de estado y responsable de los servicios de espionaje. Igualmente Marlowe podría haber estado en esos momentos al servicio de Walsingham, ya que los días posteriores a la detención de Thomas Kyd habría estado alojado en su finca de Scadbury. Los cuatro pasaron todo el día en la posada, sin apenas salir del aposento. Después de cenar se originó una reyerta y a resultas de la misma, Marlowe resultó muerto.
Se tiene el detalle de lo sucedido por un documento encontrado en 1925 por el profesor Leslie Hotson. Según este documento, después de la cena, se habría originado una discusión sobre la cuenta; en un momento dado, Marlowe habría arrebatado la daga a Frizer con la que le habría ocasionado varios cortes. Pero Frizer se revolvió y forzó a Marlowe a atravesarse el ojo con la daga; esta le llegó al cerebro y le causó una muerte instantánea.
Marlowe fue enterrado el 1 de junio de 1593 en una tumba anónima en el propio Deptford, y Frizer, tras un proceso en el que se consideró que había actuado en legítima defensa, recibió a las cuatro semanas el indulto real.
Diversos críticos y estudiosos no se han sentido satisfechos con estos pormenores sobre su muerte y han afirmado que Marlowe no murió en este incidente, sino que se trató de un montaje para hacerlo desaparecer y evitar, así, que se enfrentara a la justicia; igualmente, afirman que siguió escribiendo y que sus obras se representaron con la firma de William Shakespeare; estas especulaciones son conocidas como la Teoría Marlowe.

## Marlowe, el dramaturgo
El panorama del teatro inglés en el que se encuentra Marlowe podría calificarse de desolador. Estaba compuesto, principalmente, por traducciones y piezas menores, con escaso texto, muy centradas en la música y el baile, intrascendentes y de marcado carácter medieval. Marlowe contribuyó a modernizar el panorama teatral inglés y con él se inició una época floreciente conocida como Teatro isabelino y jacobino, que alcanzó su cenit con William Shakespeare al lado de dramaturgos tan notables como Ben Jonson y John Webster, y una serie de dignos secundarios como John Fletcher, Francis Beaumont, Cyril Tourneur, John Ford, Thomas Dekker, Thomas Heywood y Philip Massinger. Cuando los teatros fueron cerrados por los puritanos en 1642, todo esta áurea generación teatral concluyó.
Marlowe consiguió triunfar en los escenarios londinenses por primera vez con la obra Tamerlán el grande, la historia del conquistador Timur en 1587. Pronto le siguió su segunda parte: Tamerlán el grande. Parte II. Su siguiente obra puede haber sido Doctor Fausto, la primera adaptación dramática de la leyenda de Fausto. Otras obras que escribió son: El judío de Malta; Eduardo II, una obra que trata la caída de Eduardo II y la ascensión al trono de Eduardo III; y La matanza de París, que retrata los acontecimientos ocurridos durante la Masacre del Día de San Bartolomé en 1572. Dido, reina de Cartago parece haber sido una obra temprana, posiblemente escrita con Thomas Nashe.
Entre sus otros trabajos se incluye la pequeña épica Hero y Leandro (inacabada y publicada en 1598), la lírica popular El pastor apasionado, y traducciones de las Elegías de Ovidio y la primera parte de Farsalia, de Lucano. 
Las dos partes de Tamburlaine fueron publicadas en 1590 y todos sus otros trabajos lo fueron tras su muerte. En 1599, se prohibió su traducción de Ovidio, muchos de cuyos ejemplares fueron quemados en público. Esto ocurrió como consecuencia de las medidas represivas del arzobispo John Whitgift contra lo que consideró material ofensivo.
No obstante, las piezas teatrales de Marlowe tuvieron un enorme éxito. En buena medida, gracias a la imponente altura de Edward Alleyn. Él era sorprendentemente alto para la época, y los altivos papeles de Tamburlaine, Faustus, o Barabas pudieron estar escritos para que se adaptaran a su puesta en escena. Las obras de Marlowe eran el principal repertorio de la compañía teatral de Alleyn, la Admiral's Men, durante la última década del siglo XVI.

## Aspectos discutidos de su vida

### Dedicación al espionaje
Se sabe que en sus tiempos de estudiante estuvo al servicio de la reina, y que estos servicios, al menos, consistieron en varios viajes a Reims, en aquella época origen de confabulaciones católicas en contra de la Corona. Y se sabe también que, ya en Londres, mantuvo contactos con Thomas Walsingham (primo de Sir Francis Walsingham, secretario de Estado y responsable de los servicios de espionaje). 
Estos indicios han permitido especular sobre una prolongada dedicación de Marlowe al espionaje.

### Supuesto ateísmo
Marlowe fue acusado por su amigo Thomas Kyd de ateo, pero estas acusaciones las realizó estando sometido a tortura. También fue acusado por el informador Richard Baines ante el Consejo Privado de la reina. Según estas segundas acusaciones, Marlowe habría proferido blasfemias del tipo: "Cristo era un bastardo y su madre una ramera" o que mantenía relaciones carnales con María Magdalena, y habría manifestado diversas interpretaciones heréticas sobre la Biblia. 
Estas acusaciones, su pertenencia a la "escuela de la noche" y algunos contenidos de sus obras, principalmente en Fausto, han permitido a algunos conjeturar sobre su ateísmo.

### Supuesta homosexualidad
A Marlowe se le ha descrito en ocasiones como homosexual. Así fue acusado por su amigo Thomas Kyd y por el informe que en su contra se presentó ante el Consejo Privado. 
En diferentes pasajes de su obra poética se han querido ver rasgos de esa homosexualidad. Diversos versos hablan de la atracción entre hombres o del amor "griego", y en su obra Eduardo II, la trama se centra en los amores de este con su favorito Gaveston. 
En todo caso, en su corta biografía no se le conocen amores ni de uno ni de otro sexo.

### Supuesto carácter violento
Se conoce el incidente que protagonizó junto con su amigo Thomas Watson, en el que como resultado del mismo murió un contricante de este último. Este incidente pudo tratarse de un duelo, algo frecuente en aquella época. Se ha especulado además sobre, al menos, otro incidente: una pelea que le habría producido una cojera.

## Obras

### Teatro
- Tamerlán el grande
- La trágica historia del doctor Fausto
- El judío de Malta
- Eduardo II
- La masacre de París
- Dido, reina de Cartago

### Poemas
- El pastor apasionado a su amor
- Hero y Leandro
- Traducción de las Elegías de Ovidio
- Traducción de la Farsalia de Lucano

## Representaciones en la cultura popular
Marlowe aparece en la película de 1998 Shakespeare in Love, interpretado por Rupert Everett. Es retratado como el más respetado escritor de teatro de la época, por quien Shakespeare se hace pasar para no ser perseguido por Lord Wessex. El actor Edward Alleyn (Ben Affleck) aparece presumiendo de los personajes de Marlowe que ha interpretado. Uno de los momentos más dramáticos de la película es aquel en el que Shakespeare y los actores de los Admiral's Men reciben la noticia de la muerte de Marlowe, creyendo Shakespeare que ha muerto por culpa suya.
También la historia de Fausto aparece en la película A Murder of Crows, traducida al español para su distribución en Latinoamérica como Nido de cuervos: una historia de abogados y de una familia que sufre por la injusticia y falta de escrúpulos de los litigantes, protagonizada por Cuba Gooding Jr. y Tom Berenger. En esta historia de hace referencia a "El Sr. Marlowe" y a "Goethe" en el caso de un profesor de teatro que se hace pasar por varios personajes tratando de hacer justicia por su propia mano.
En la película Only Lovers Left Alive (2013), de Jim Jarmusch, Marlowe (interpretado por John Hurt) tiene un rol importante: es un viejo vampiro que vive en Tánger y que, con la ayuda de su discípulo humano Bilal, consigue y provee de sangre a los protagonistas, sus amigos Adán y Eva. En la película se da a entender que Marlowe es de hecho el verdadero autor de toda la obra de Shakespeare, pero que por su condición de vampiro necesitaba a un humano que se hiciera pasar como el autor para que su trabajo viera la luz, aun sabiendo que jamás se le reconocería como el verdadero autor. En una escena, Marlowe se refiere a Shakespeare como un “zombi analfabeto y filisteo”.
En la serie de televisión Will, estrenada el 10 de julio de 2017, Marlowe es interpretado por el actor y cantante británico Jamie Campbell Bower.
En la película Un Cercle en l'Aigua (2020), Marlowe es interpretado por el actor Raúl Navarro.
En la segunda temporada de la serie El descubrimiento de las brujas (2021), el actor británico Tom Hughes interpreta a Kit Marlowe.